# Ze Film
Pour plus de détails, voir Fiche technique et Distribution.
Ze Film est un film français réalisé par Guy Jacques, sorti en 2005.

## Synopsis
Kubrick, Toxic et Karim sont trois copains vivant dans une cité de Bobigny. Kubrick, cinéphile et fan de Stanley Kubrick voudrait réaliser son propre film. Faute de moyens il ne peut réaliser son rêve. Mais alors que Toxic se réveille après avoir dormi dans le bois de Vincennes, il se retrouve au beau milieu d'un vrai plateau de tournage. Un technicien acariâtre qui prend Toxic pour un stagiaire lui ordonne de déplacer un camion rempli de matériel. Toxic en profite et ramène le camion à Bobigny. Kubrick peut enfin commencer son film, aidé de Toxic et de Karim qui y voit un moyen de s'en sortir et de gagner de l'argent facilement. Mais un tournage n'est pas si simple et ils vont s'en rendre compte rapidement...

## Fiche technique
- Titre : Ze Film
- Réalisateur : Guy Jacques
- Dialogues : Emmanuel List
- Musique : Passi
- Photographie : Jean Poisson
- Production : Dominique Esmenard
- Société de production : EuropaCorp
- Société de distribution : EuropaCorp Distribution en France
- Format : couleur - 2,35:1 -  35 mm - son  Dolby Digital
- Genre : comédie
- Durée : 105 minutes
- Sortie :
  -  France : 23 février 2005

## Distribution
- Clément Sibony : Goran, alias Kubrick
- Dan Herzberg : Didier, alias Toxic
- Micky El Mazroui : Karim
- Miki Manojlovic : Sergueï
- Lorànt Deutsch : Bilou
- Karina Testa : Soraya
- Adel Bencherif : Aziz
- Samir Guesmi : Marco
- Carine Lacroix : Lydia
- François Morel : Legros
- Samia Jadda : Sonia
- Dominique Pinon : Le SDF
- Hassan Koubba : Kaloun
- Yolande Moreau : La femme Kodak
- Marie Owen : Cécile
- Valentine Vidal : Brigitte
- Faustine Tournan : Julia
- Catherine Arditi : Mme Legros
- Nadjia Benelkadi : La mère de Soraya
- Smaïl Mekki : Le père de Karim
- Nabil Chennoufi : Le gamin du clap
- Yasmine Kharfouche : La petite sœur de Karim
- Karim Traika : Théo
- Jimmy Lavidange-Donne : Jimmy
- Damien Jacques : Kevin
- Catherine Wilkening : La patronne du café
- Isabelle Gazonnois : Policière scooter
- Wahid Bouzidi : François casting
- Constantine Attia : Rachid casting
- Dominique Esmenard : Le réalisateur du film d'époque
- Sébastien Roch : Le premier assistant
- Jean-Christophe Pagnac : Le deuxième assistant
- Denis Sebbah : Le premier assistant caméra
- Olivia Balloffet : La deuxième assistante caméra
- Jo Prestia : Dédé
- Pascal Leguennec : Policier accident
- Cécile Thirry : Laura
- Sophie Mounicot : Mère photo
- Sophie Niccoli-Mauresmo : Fille photo
- Richaud Valls : Le vendeur photo
- Passi : Joël
- Xavier Aubert : Gérard
- Laurence Fabre : Employée ANPE
- Bruno Slagmulder : Le fiancé de Laura
- Dominique Delguste : Ze casting : les mecs de Soraya
- Camille Gruman : Une spectatrice
- Marcel Jacques : Ze casting : les mecs de Soraya
- Steve Moreau : Ze casting : les mecs de Soraya